# Mariager kloster
Mariager kloster var ett katolskt kloster för kvinnor och män tillhörigt birgittinorden i Mariager i Danmark.  Det grundades 1430, och upplöstes under reformationen i Danmark. Det var en pilgrimsort under medeltiden. Nunnorna bodde kvar i klostret till 1588. 